# 2005 في اليونان
فيما يلي قوائم الأحداث التي وقعت خلال عام 2005 في اليونان.

## أحداث
- 1 يناير – الانتخابات الرئاسية اليونانية 2005
- 14 أغسطس – خطوط هيليوز الجوية الرحلة 522

## سياسة

### تعيين في المنصب
- 21 مارس – كارولوس بابولياس رئيس اليونان.

### انتهاء فترة المنصب
- 12 مارس – كونستانتينوس ستيفانوبولوس رئيس اليونان.

## وفيات

### فبراير
- 14 فبراير – تاتيانا جريتسي ميل (مواليد 1920) كاتبة يونانية.